# Liste der Grafen von Delmenhorst
Die Grafschaft Delmenhorst war zu verschiedenen Zeiten selbstständig und wurde durch Nebenlinien des Grafenhauses Oldenburg regiert. Die Grafschaft hatte folgende Regenten:

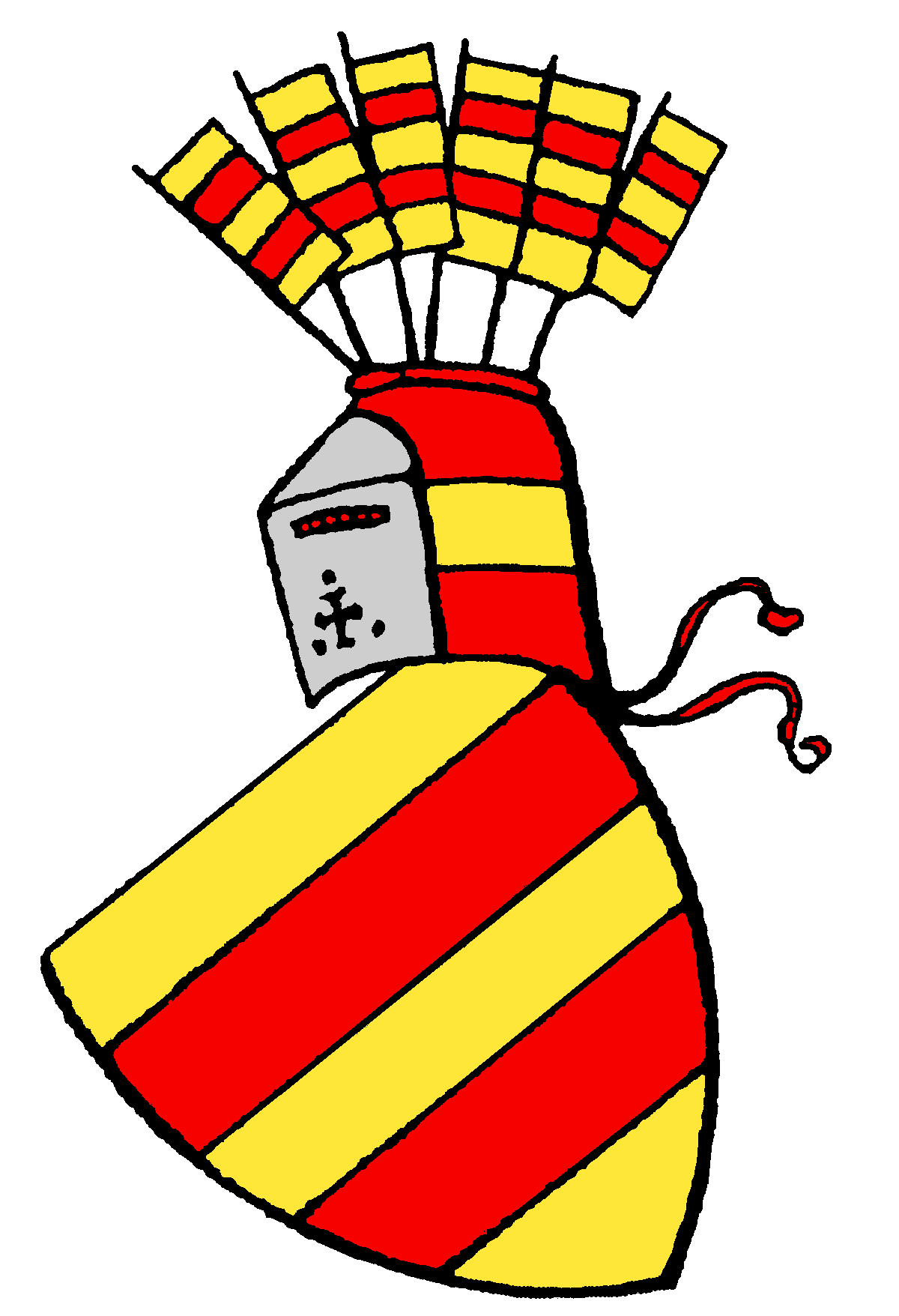
Stammwappen der Oldenburger

## Ältere Linie Delmenhorst
- 1278–1304: Otto II. von Oldenburg-Delmenhorst (um 1238–1304) ⚭ Oda von Sternberg
- 1304–1347: gemeinsame Regierung von Johann I. (1294–1347) ⚭ Kunigunde von Wölpe und Christian (I.) dem Älteren von Oldenburg-Delmenhorst (1294–1355) ⚭ Elisabeth Fürstin von Rostock
- 1347–1355: Christian (I.) der Ältere von Oldenburg-Delmenhorst
- 1355–1374: Otto III. von Oldenburg-Delmenhorst (um 1337–1374) – eine Zeitlang vermutlich gemeinsam mit Christian (II.) dem Jüngeren von Oldenburg-Delmenhorst (1335–1367)
- 1374–1380: vormundschaftliche Regierung durch Heilwig von Hoya für ihren Sohn Otto IV.
- 1380–1418: Otto IV. von Oldenburg-Delmenhorst (1367–1418) ⚭ Richarda von Tecklenburg
- 1418–1436 (davon 1420–1436 als Lehensmann des Erzbistums Bremen): Nikolaus von Oldenburg-Delmenhorst († 1447)

1436 überschrieb Nikolaus die Grafschaft an seine oldenburgischen Verwandten.

## Mittlere Linie Delmenhorst
- 1463–1464: Moritz III. von Oldenburg-Delmenhorst (auch Moritz IV., vor 1428–1464) ⚭ Katharina von Hoya

1464 wurde die Grafschaft nach kurzer Selbstständigkeit durch Gerhard (Gerd) von Oldenburg erobert.

## Jüngere Linie Delmenhorst
- 1597–1619: Anton II. von Oldenburg-Delmenhorst (1550–1619) ⚭ Sibylla Elisabeth von Braunschweig-Dannenberg
- 1619–1633: vormundschaftliche Regierung durch Sibylla Elisabeth von Braunschweig-Dannenberg (1576–1630) für ihre Söhne. Anton Heinrich von Oldenburg-Delmenhorst (1604–1622) stirbt auf der Bildungsreise nach Italien in Tübingen.
- 1633–1647: Christian IX. von Oldenburg-Delmenhorst (1612–1647)

Nach dem Tod Christians, der keine Erben hinterließ, fiel die Grafschaft zurück an die Grafschaft Oldenburg.